# Riez
Riez är en kommun i departementet Alpes-de-Haute-Provence i regionen Provence-Alpes-Côte d'Azur i sydöstra Frankrike. Kommunen ligger  i kantonen Riez som ligger i arrondissementet Digne-les-Bains. År 2022 hade Riez 1 625 invånare.

## Befolkningsutveckling
Antalet invånare i kommunen Riez
Referens: INSEE